# Великий пенсіонарій
Великий пенсіонарій (нід. Raadpensionaris) — одна з провідних державних посад у перший період існування Республіка Сполучених провінцій. Її обіймали представники голландської буржуазії, що протидіяли монархічним зазіханням штатгальтерів з династії Оранських.

## Походження посади
Дослівно перекладається як «радник пенсіонера». В Середньовіччя і на початку Нового часу «пенсіонерами» називали адвокатів, що перебували на службі у міського магістрату. Саме слово пенсіонер (pensionarius) мало латинське походження, яким позначали того, хто отримує постійні виплати. Таку людину в голландській мові називали штатадвокат. У штатах Голландії та Західної Фрисландії був пенсіонер, що був членом ради — Raedt ende Pensionaris, який згодом був спрощений до raadpensionaris або raadspensionaris.
Французькі дипломати назвали його «великим пенсіонером», щоб відрізнити його від чиновників менш важливого значення. В англійський мові затвердився термін великий пенсіонарій, проте в самих Нідерландах його не використовували. Окрім Голландії, raadpensionaris обирався в провінції Зеландія. Провінції Гронінген та Гелдерланд призначали пенсіонера (pensionaris), Утрехт і Фрисландія — «земельного адвоката» (landsadvocaat). З огляду на значення Голландії в Республіці Сполучених провінцій її великий пенсіонарій був фактично великим пенсіонарієм усієї республіки.

## Повноваження
У Генеральних штатах збирав голоси, становив рішення, розкривав листи на ім'я штатів, вів переговори з послами і міністрами інших держав, піклувався доходами, збереженням порядку і добробутом провінції Голландія загалом. Брав участь в колегії виборних радників, якій належала верховна влада в проміжках між скликаннями штатів, і входив до складу депутації, яка представляла штати провінції Голландія в Генеральних штатах республіки. Він був одночасно і пенсіонарієм шляхти, яка входила до складу провінційних штатів.
Призначався й звільнявся штатами терміном на 5 років, а після закінчення цього терміну переважно ще на 5 років. Право висунення кандидатури великого пенсіонарія мав магістрат міста Дордрехт.

## Історія
Запроваджено посаду в Голландії в 1619 року. При цьому великий пенсіонарій змінив посаду земського адвоката. Значення великих пенсіонаріїв зростають під час Нідерландської революції. Вже у 1570-х роках вони стикнулися з амбіціями роду Оранських, що обіймали посаду штатгальтерів Голландії і Зеландії. У 1610-х роках перемогу здобули Оранські, а великого пенсіонарія Йогана ван Олденбарневелта було страчено. З цього часу до 1650 року вплив великих пенсонаріїв був послаблений.
Втім смерть штатгальтера Вільгельма II Оранського сприяла відродженню впливу буржуазії, яка відмовилася призначати нового штатгальтера. В результаті великий пенсіонарій став керівником республіки в так званий Перший безштатгальтерний період (1650—1672 роки).
Нове протистояння починається з Вільгельмом III Оранським, який зрештою 1672 року стає штатгальтером, посприявши вбивству великого пенсіонарія Яна де Вітта. З цього часу до 1702 року великий пенсіонарій опиняється в підпорядкованому стані до штатгальтера. Втім після смерті Вільгельма III посада великого пенсіонарія знову стає провідною й триває весь час Другого безштатгальтерного періоду — до 1747 року, коли Вільгельм IV Оранський домігся спадкоємного права свого роду на посаду штатгальтера.
З цього часу значення посади постійно зменшується. 1795 року з утворення французами батавської республіки посаду великого пенсіонарія було скасовано. 1805 року імператор Наполеон I, намагаючись розширити свою підтримку серед нідерландців, відновив посаду великого пенсіонарія. Втім уже 1806 року остаточно скасував.